# Prud'homme
Prud'homme es un pueblo canadiense situado en la provincia de Saskatchewan.

## Superficie
Prud'homme tiene una superficie de 0,79 km².

## Demografía
En 2021, tenía 177 habitantes, una densidad poblacional de 223,1 hab./km², y 87 viviendas.